# Organické sloučeniny yttria

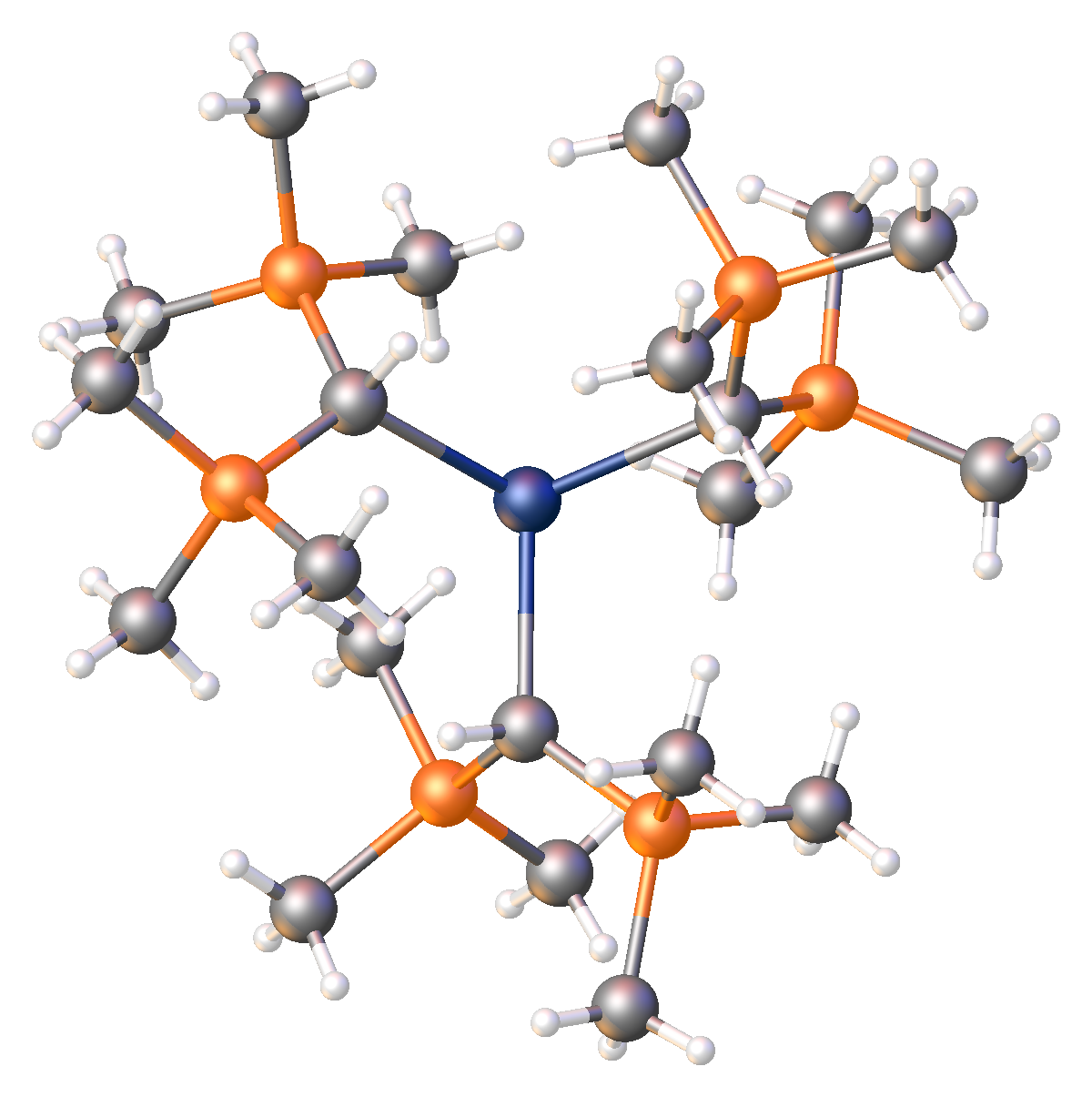
Struktura Y(CH(tms)_{2})_{3} (tms = SiMe_{3})

Organické sloučeniny yttria jsou organokovové sloučeniny obsahující vazby mezi atomy uhlíku a yttria. Téměř vždy jde o sloučeniny trojmocného yttria (Y3+), většinou diamagnetické a bezbarvé, což je důsledkem uzavřených elektronových slupek u trikationtu.
Organoyttrité sloučeniny jsou organické sloučeniny, v jejichž molekulách se nachází jeden či více atomů yttria, hlavně sloučeniny, ve kterých je yttrium přímo vázáno na uhlík (v molekule je tedy přítomna nejméně jedna vazba C-Y, C=Y nebo C≡Y). Jejich vlastnostmi a využitím se zabývá organoyttritá chemie. Tyto sloučeniny byly předmětem akademických výzkumů, nebylo ovšem nalezeno jejich další využití.
Organoyttrité sloučeniny se obvykle připravují z chloridu yttritého (YCl3), jenž se získává reakcí oxidu yttritého (Y2O3) s koncentrovanou kyselinou chlorovodíkovou (HCl) a chloridem amonným (NH4Cl).